# 제2차 세계 대전의 룩셈부르크

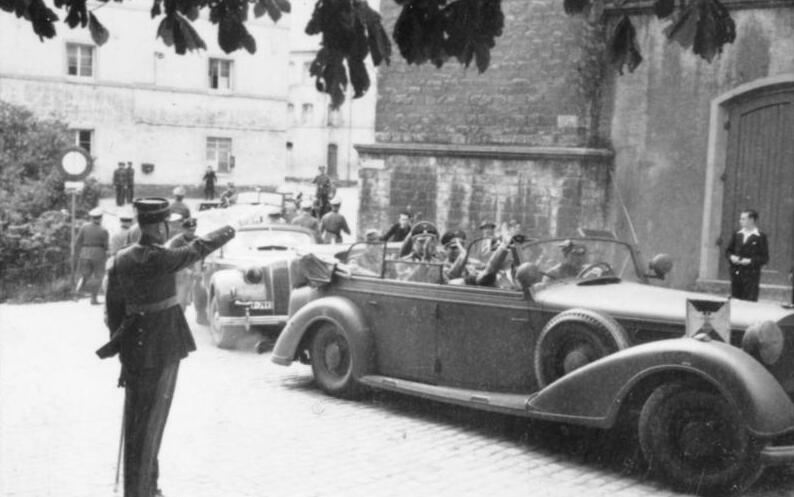
1940년 10월 침공 후 룩셈부르크를 방문한 하인리히 힘러가 룩셈부르크 경찰관에게 경례를 받고 있다.

룩셈부르크 대공국의 제2차 세계 대전 참전은 1940년 5월 10일 독일군의 침공으로 시작되어 1944년 후반과 1945년 초반에 연합군에 의해 해방된 이후까지 계속되었다.
룩셈부르크는 1940년 점령되었고 1942년 독일에 합병되었다. 점령 기간 동안 독일 당국은 비독일어 언어와 관습을 억압하고 룩셈부르크인을 독일 국방군에 징집하는 등 국가의 "독일화" 프로그램을 조직했으며, 이는 광범위한 저항으로 이어져 징집에 반대하는 1942년 8월 총파업으로 절정에 달했다. 독일화는 점령 직후 설립된 협력주의 정치 단체인 폴크스도이체 베베궁에 의해 촉진되었다. 항복 직전, 정부는 샤를로트 대공작부인과 함께 나라를 떠나 결국 런던에 도착하여 망명 정부를 수립했다. 룩셈부르크 병사들은 해방될 때까지 연합군 부대에서도 싸웠다.

## 배경
룩셈부르크 정부는 1867년 룩셈부르크 위기로 인해 국가의 취약성이 드러난 이후 중립 정책을 추구했다. 제1차 세계 대전 동안 헌병 및 자원병대의 400명은 독일 점령 내내 병영에 머물렀다. 1939년 3월, 의회 연설에서 아돌프 히틀러는 룩셈부르크 주권이 침해되지 않을 것이라고 약속했다.
군사력은 유화정책 기간 동안 그리고 1939년 9월 영국과 프랑스가 나치 독일에 선전포고한 이후 국제적 긴장이 고조되면서 점진적으로 증가했다. 1940년까지 룩셈부르크군은 약 13명의 장교, 255명의 무장 헌병, 425명의 병사로 구성되었다.
인기 있는 영어 라디오 방송국인 라디오 룩셈부르크는 독일인을 자극할 수 있다는 우려 속에 1939년 9월 방송이 중단되었다. 그 외에는 가짜 전쟁 동안 룩셈부르크의 평범한 삶이 계속되었다. 등화관제는 시행되지 않았고 프랑스와 독일로 가는 정규 열차는 계속 운행되었다.
1940년 봄, 룩셈부르크의 동쪽 독일 국경을 따라 일련의 도로 차단벽 건설 작업이 시작되었다. 슈슈터선으로 알려진 요새는 주로 강철과 콘크리트로 만들어졌다.

## 독일의 침공

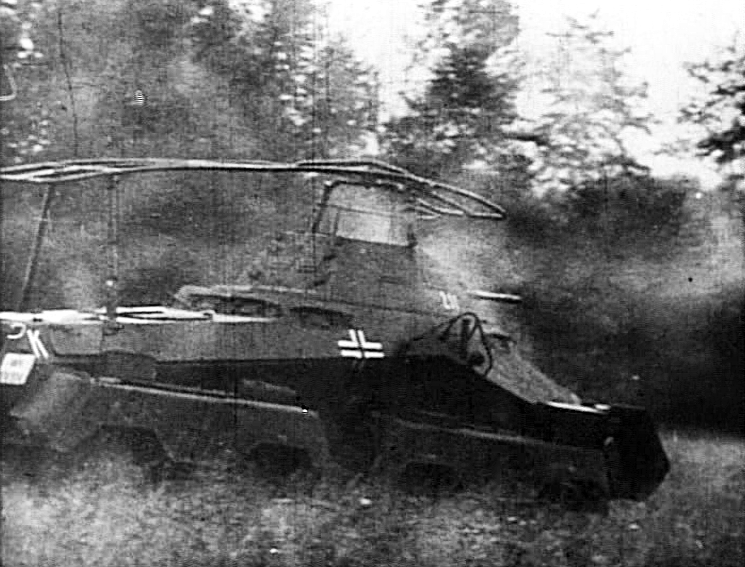
1940년 5월 황색 작전 중 아르덴의 독일 장갑차.

1940년 5월 9일, 독일 국경 주변의 병력 이동이 증가한 후 슈슈터선의 바리케이드가 폐쇄되었다.
"황색 작전"의 일부인 독일의 룩셈부르크 침공은 벨기에 전투 및 네덜란드 전투에 대한 공격과 같은 날 04:35에 시작되었다. 그러나 슈슈터선과 라디오 방송국에 대한 브란덴부르거즈의 민간인 복장 공격은 격퇴되었다. 침략군은 병영에 갇힌 룩셈부르크군으로부터 거의 저항을 받지 않았다. 정오까지 수도는 함락되었다.
침공은 수만 명의 민간인들이 침공을 피해 프랑스와 주변국으로 탈출하는 것과 동반되었다.
08:00에 여러 프랑스 사단이 마지노선에서 국경을 넘어 독일군과 교전한 후 후퇴했다. 이 침공으로 룩셈부르크 병사 7명이 부상을 입었고 영국인 조종사 1명과 프랑스 스파히 5명이 전사했다.

## 독일의 점령

### 점령 하의 삶

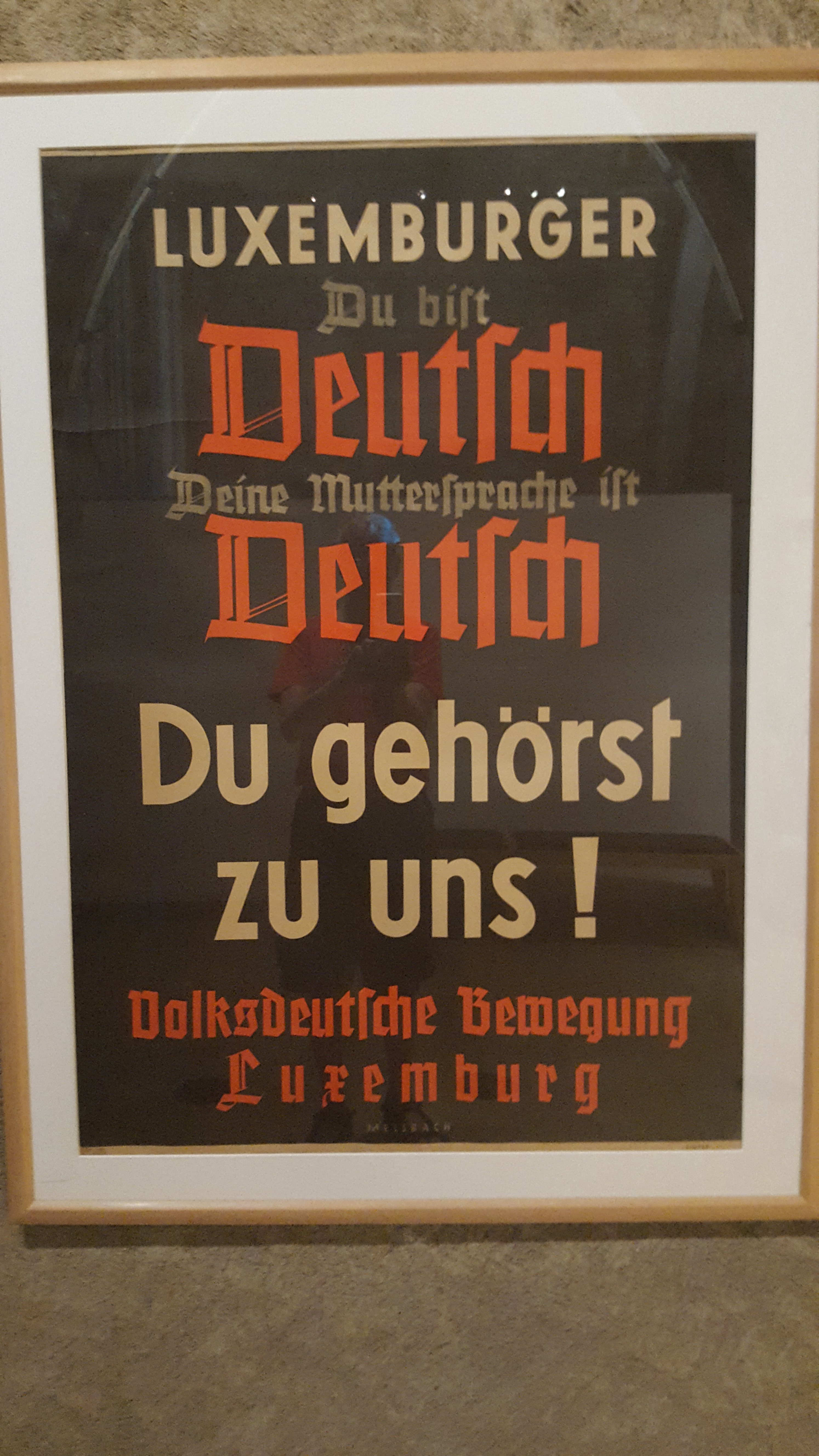
룩셈부르크인은 독일인입니다. 당신의 모국어는 독일어입니다. 당신은 우리에게 속합니다"라는 슬로건이 적힌 선전 포스터.

정부의 부재로 룩셈부르크의 국가 기능은 혼란에 빠졌다. 알베르트 베러 휘하의 행정 위원회가 룩셈부르크에 구성되어 점령자들과 룩셈부르크가 나치 보호국으로 남으면서도 일정 부분 독립을 유지할 수 있도록 합의를 도출하려고 시도했으며, 대공작부인의 귀환을 요구했다. 룩셈부르크가 사실상 독일의 가우 코블렌츠-트리어(1942년 가우 모젤란트로 개칭)에 편입되고 1940년 7월부터 모든 자체 정부 기능이 폐지되면서 타협의 가능성은 결국 사라졌다. 이는 독일의 통제 하에 국가 기능을 유지했던 벨기에와 네덜란드와는 달랐다. 1942년 8월부터 룩셈부르크는 공식적으로 독일의 일부가 되었다.
1940년 8월부터, 구스타프 지몬의 포고에 따라 영토를 독일에 통합하기 위해 프랑스어 사용이 금지되었고, "당신의 언어는 독일어이고 오직 독일어 뿐입니다"라는 슬로건이 붙은 포스터가 이를 알렸다. 이는 금지되지 않았던 전통적인 룩셈부르크어의 대중적인 부활로 이어져 수동적 저항의 한 형태가 되었다.
1942년 8월부터 징집 연령의 모든 룩셈부르크 남성은 독일군에 징집되었다. 총 12,000명의 룩셈부르크인이 독일군에 복무했으며, 그 중 거의 3,000명이 전쟁 중 사망했다.

### 협력
이 나라에서 가장 중요한 협력주의 단체는 폴크스도이체 베베궁 (VdB)이었다. 점령 직후 다미안 크라첸베르그가 설립한 VdB는 "향수병 (독일어: Heim ins Reich)"라는 슬로건으로 룩셈부르크를 독일에 편입시키는 운동을 벌였다. VdB는 한때 84,000명의 회원을 보유했지만, 가입을 장려하기 위해 강압이 널리 행사되었다. 모든 육체 노동자들은 1941년부터 독일노동전선 (DAF)에 강제로 가입되었고, 남녀의 특정 연령대는 군사 프로젝트에 투입되기 위해 국가노동봉사단 (RAD)에 징집되었다.
1936년에 거의 성공을 거두지 못하고 창설된 나치 청소년 운동인 "룩셈부르크 인민청년" (LVJ) 가입이 장려되었고, 나중에 히틀러 청소년단에 합병되었다.

### 저항

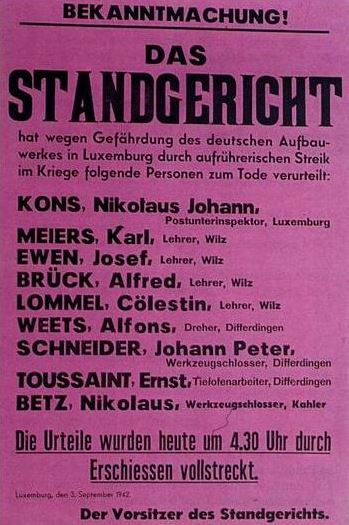
1942년 총파업에 참여하여 사형 선고를 받은 룩셈부르크인 21명 중 9명에 대한 사망 선고를 알리는 포스터.

독일 점령군에 대한 무장 저항은 1940-41년 겨울에 전국적으로 여러 작은 그룹이 형성되면서 시작되었다. 각 그룹은 정치적 목표가 달랐고 일부는 전전 정당, 사회 단체(스카우트와 같은) 또는 학생이나 노동자 그룹과 직접적으로 관련되어 있었다. 전전 룩셈부르크 군대의 규모가 작았기 때문에 무기를 구하기 어려웠고, 따라서 저항군들은 전쟁 후반까지 거의 무장하지 못했다. 그럼에도 불구하고 저항군은 반독일 전단 인쇄에 적극적으로 참여했으며, 1942년부터는 "리프락테어"(독일군 복무를 피하는 사람들)를 안전 가옥에 숨기고, 어떤 경우에는 그들을 안전하게 국외로 호송하는 네트워크를 제공하기도 했다. 룩셈부르크인 빅토르 보드송(망명 정부의 장관이기도 했다)은 점령 기간 동안 약 100명의 유대인을 룩셈부르크에서 탈출시키는 것을 도운 공로로 이스라엘로부터 열방의 의인 칭호를 받았다.
룩셈부르크 저항군이 수집한 정보는 매우 중요했다. 룩셈부르크 저항군인 레옹앙리 로스는 연합군에게 발트해 연안의 비밀 페네뮌데 육군 연구소의 존재를 알려주어 연합군이 공중에서 폭격할 수 있게 했다.
1944년 가을, 많은 저항 단체들이 합병하여 "자유 단체 연합" 또는 자유 단체 연합을 결성했다.
1944년 11월, 빅토르 아벤스가 지휘하는 30명의 룩셈부르크 저항군 그룹이 비안덴성의 비안덴 성에서 무장친위대 병사들의 공격을 받았다. 이어지는 전투에서 저항군에 의해 23명의 독일군이 사망했지만, 저항군은 작전 중 단 한 명의 인명 피해만 입었음에도 불구하고 연합군 전선으로 철수해야 했다.

#### 수동적 저항
비폭력적인 수동적 저항은 이 기간 동안 룩셈부르크에서 널리 퍼졌다. 1940년 8월부터 "스펭겔스크리히"( "핀 전쟁")가 발생했으며, 룩셈부르크인들은 애국적인 핀 배지(국기 색상 또는 대공작부인을 묘사)를 착용하여 VdB의 공격을 촉발시켰다.
1941년 10월, 독일 점령군은 룩셈부르크 민간인들에게 국적, 모국어, 인종 집단을 묻는 설문 조사를 실시했지만, 독일의 예상과는 달리 95%가 각 질문에 "룩셈부르크인"이라고 답했다. 독일 시민으로 선언하기를 거부하자 대규모 체포가 일어났다.
징집은 특히 인기가 없었다. 1942년 8월 31일, 1920년부터 1927년 사이에 태어난 모든 남성에게 징집이 확대될 것이라는 발표 직후, 북부 도시 빌츠에서 파업이 시작되었다. 파업은 빠르게 확산되어 룩셈부르크의 공장과 산업을 마비시켰다. 파업은 신속하게 진압되었고 지도자들은 체포되었다. 20명은 특별 재판부(독일어로 "Standgericht")에서 즉결 재판을 받고 인근 힌체르트 강제 수용소에서 총살당했다. 그럼에도 불구하고 징집에 대한 시위는 계속되었고, 징집된 룩셈부르크인 3,500명이 독일군에서 탈영했다.

### 홀로코스트

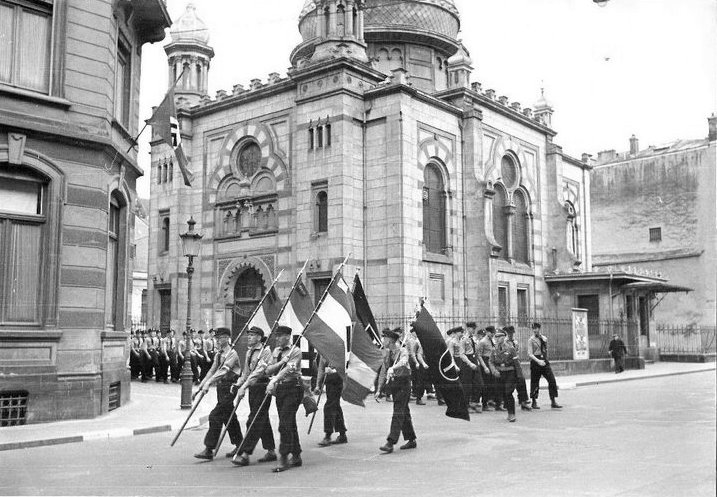
1941년 룩셈부르크 시나고그 앞에서 열린 나치 퍼레이드. 1943년에 파괴되었다.

전쟁 전, 룩셈부르크에는 약 3500명의 유대인들이 살고 있었는데, 그들 중 다수는 독일에서의 박해를 피해 새로이 이주해 온 사람들이었다. 1935년부터 독일에 적용되었던 뉘른베르크법은 1940년 9월부터 룩셈부르크에서도 시행되었고, 유대인들은 비시 프랑스로 떠나도록 장려되었다. 1941년 10월에는 이민이 금지되었지만, 그 전에 거의 2500명이 도피했다. 실제로 그들은 비시 프랑스에서도 상황이 나아지지 않았고, 떠났던 많은 사람들은 나중에 강제 이송되어 살해되었다. 1941년 9월부터 룩셈부르크의 모든 유대인들은 자신을 식별하기 위해 노란 다윗의 별 배지를 착용해야 했다.
1941년 10월부터 나치 당국은 룩셈부르크에 남아 있던 약 800명의 유대인들을 우치 게토와 테레진슈타트 강제 수용소 및 아우슈비츠 강제 수용소로 강제 이주시키기 시작했다. 약 700명은 룩셈부르크 북부 울플링겐의 퓐프브룬넨 통과 수용소에서 강제 이주되었다.
룩셈부르크는 1941년 10월 19일에 숨어 있는 사람들을 제외하고는 "유덴라인"("유대인 청소")으로 선포되었다. 강제 수용소로 보내진 룩셈부르크 유대인 중 전쟁이 끝날 때까지 살아남은 사람은 36명으로 알려져 있다.

## 자유 룩셈부르크군과 망명 정부

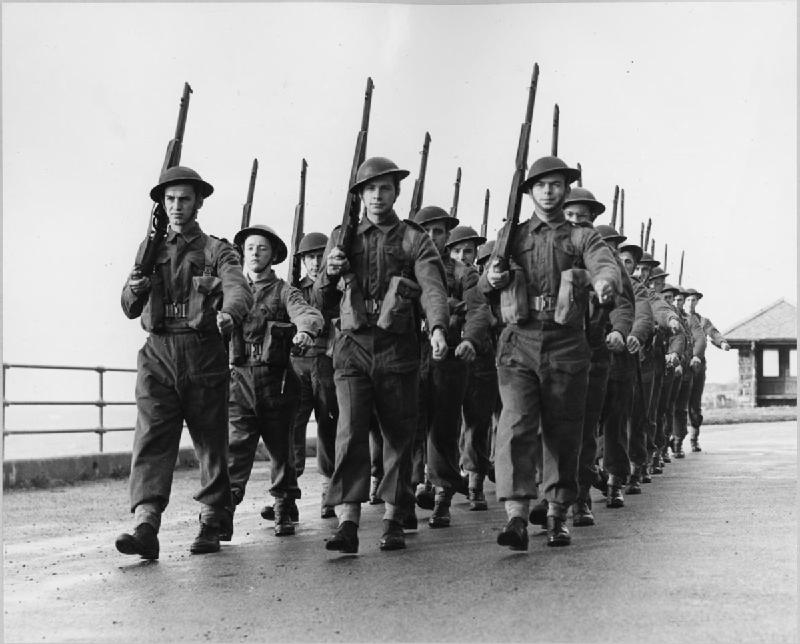
1943년 영국에서 훈련 중인 룩셈부르크 병사들

망명 정부는 먼저 파리로 피신했고, 프랑스 공방전 이후에는 리스본으로, 그 다음에는 영국으로 피신했다. 정부는 런던의 벨그라비아 지역에 있는 윌턴 크레센트에 자리를 잡았지만, 대공작과 그녀의 가족은 캐나다의 프랑스어권 도시인 몬트리올로 이주했다. 망명 정부는 연합국 신문에서 룩셈부르크의 대의를 강조하며 목소리를 냈고, BBC 라디오를 통해 점령된 국가에 룩셈부르크어 방송을 송출하는 데 성공했다. 1944년에 망명 정부는 벨기에 및 네덜란드 정부와 조약을 체결하여 베네룩스 경제 연합을 설립했으며, 브레턴우즈 체제에도 서명했다.
룩셈부르크의 군사적 참여는 연합국 대의에 "상징적인 역할"만을 할 수 있었고, 수많은 룩셈부르크인들이 연합군에서 싸웠다. 1944년 3월부터 룩셈부르크 병사들은 대공작의 딸들의 이름을 따서 엘리자베트, 마리아델라이드, 마리 가브리엘 및 알릭스로 명명된 4문의 25 파운더 포를 운용했으며, 이는 지휘관 장바티스트 피롱의 이름을 따서 "피롱 여단"으로 흔히 알려진 벨기에 제1보병여단의 C 부대, 벨기에 제1야전포병포대 소속이었다. 이 부대는 약 80명으로 구성되어 있었다. 포대는 1944년 8월 6일 피롱 여단과 함께 노르망디에 상륙하여 노르망디 전투에 참전했으며, 1944년 9월 브뤼셀 해방에 관여했다.
대공작의 아들이자 미래의 대공인 장 공자는 1942년부터 아일랜드 근위대에서 복무했다. 그는 캉 전투, 브뤼셀 해방, 룩셈부르크 해방, 그리고 마켓 가든 작전에 참전했다.

## 해방

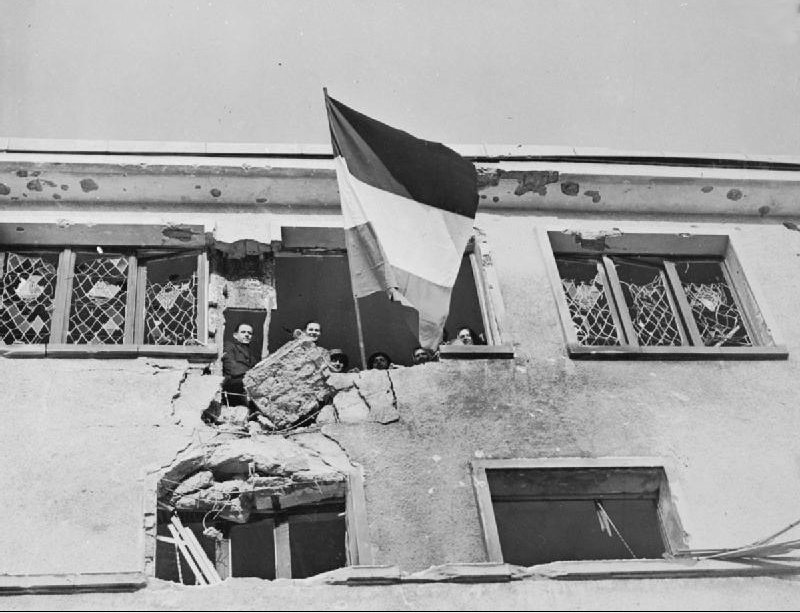
1944년 12월 25일, 미국 제4기갑사단에 의해 빌츠가 해방된 직후 빌츠 병원에 게양된 룩셈부르크의 국기

룩셈부르크는 1944년 9월 연합군에 의해 해방되었다. 1944년 9월 10일 연합군 전차가 수도에 진입했으며, 독일군은 전투 없이 후퇴했다. 연합군의 진격은 저항 운동을 촉발시켰다. 피앙덴에서는 룩셈부르크 저항군이 피앙덴 성 전투에서 훨씬 더 큰 독일군과 싸웠다. 12월 중순, 독일군은 룩셈부르크와 벨기에 아르덴에서 "아르덴 공세"를 시작했다. 룩셈부르크시는 줄곧 연합군의 손에 남아 있었지만, 북부 지역의 상당 부분은 독일군에 점령되었고 다시 해방되어야 했다.
모젤란트와 룩셈부르크를 담당했던 나치 가우라이터 구스타프 지몬은 도주했으나 영국군에 체포되어 투옥되었다. 그는 연합군 감옥에서 자살했다. 룩셈부르크에서도 협력자들이 투옥되어 재판을 받았다. VdB의 설립자이자 지도자인 다미안 크라첸베르크는 그의 역할로 처형된 사람들 중 한 명이었다.
1944년 12월부터 1945년 2월까지 약 40 km (25 mi)의 사정거리를 가진 독일의 V-3 캐넌 두 문이 룩셈부르크시를 포격하는 데 사용되었다.

## 벌지 전투
룩셈부르크 대부분은 1944년 9월 빠르게 해방되었고, 전선은 룩셈부르크-독일 국경을 따라 우르 강과 자우어 강 뒤로 안정되었다. 브르타뉴 전역 이후, 미 8군단은 룩셈부르크의 전선을 점령했다. 1944년 12월 16일, 미 28보병사단과 4보병사단 병력 및 9기갑사단의 전투사령부는 독일군의 공세가 시작될 때 우르 강과 자우어 강의 전선을 방어하고 있었다.

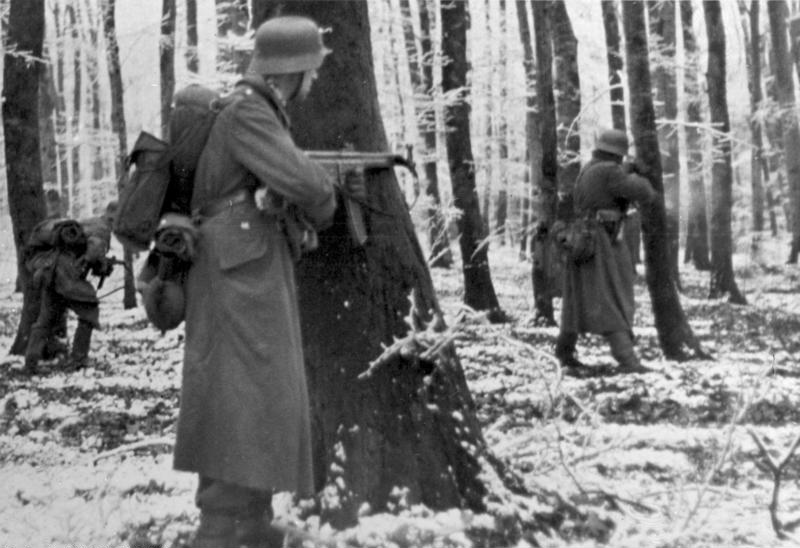
1944년 12월 룩셈부르크의 독일 국민척탄병

미군 병력의 초기 방어 노력은 국제 국경 근처의 마을들을 사수하는 데 중점을 두었다. 그 결과, 클레르보, 마르나흐, 홀츠툼, 콘스툼, 바일러, 발하우젠 마을들이 미국군에게 요새로 사용되었고, 독일군에게 공격받았다. 독일군은 북부 룩셈부르크의 도로망을 장악하여 서쪽으로 병력을 이동시키려 했다. 북부 룩셈부르크의 미군이 독일군의 공격으로 후퇴할 수밖에 없게 된 후, 이 지역은 1945년 1월부터 2월까지 두 번째 전선 통과를 겪었는데, 이번에는 미 제3군이 독일군 돌파(벌지)의 남쪽 측면을 공격하면서 대체로 동쪽으로 이동했다. 피앙덴은 1945년 2월 12일 룩셈부르크에서 마지막으로 해방된 지역이었다.
양측 모두 전장에서 승리하려는 결의가 확고했기 때문에 룩셈부르크에서의 전투는 격렬했고 민간인에게는 correspondingly hard했다. 룩셈부르크에서 2,100채 이상의 주택이 전투로 파괴되었고 1,400채 이상이 심각하게 손상되었다. 또한 약 500명의 룩셈부르크 비전투원들이 벌지 전투 중에 목숨을 잃은 것으로 추정된다. 사망자 외에도 45,000명 이상의 룩셈부르크인들이 전투 중 피난민이 되었다.

## 여파
전쟁 중의 침략과 점령 경험은 룩셈부르크의 중립 노선에 변화를 가져왔다. 룩셈부르크는 1948년 3월 17일 다른 서유럽 강대국들과 함께 브뤼셀 조약에 서명했는데, 이는 초기 유럽 전후 안보 협력의 일환이자 룩셈부르크의 NATO 가입을 예고하는 움직임이었다. 룩셈부르크는 또한 전쟁 이후 벨기에와 더 큰 군사 협력을 시작하여 함께 병사들을 훈련시키고 심지어 1950년 6.25 전쟁에 공동 파견군을 보내기도 했다.
전쟁 이후, 룩셈부르크 군대는 서독 점령에 참여하여 1945년 말부터 프랑스 점령지의 일부를 구성하는 병력을 기여했다. 룩셈부르크군은 해당 지역에서 프랑스의 전반적인 지휘 아래 활동했으며, 비트부르크와 아이펠 지역 및 자르부르크 일부를 담당했다. 이들은 1948년 자르부르크에서, 1955년 7월 비트부르크-아이펠에서 철수했다.